# La Roche-de-Glun
La Roche-de-Glun è un comune francese di 3 224 abitanti situato nel dipartimento della Drôme della regione dell'Alvernia-Rodano-Alpi.

## Società

### Evoluzione demografica
Abitanti censiti